# Race: The Official WTCC Game
Race es un videojuego simulador de carreras basado en el Campeonato Mundial de Turismos lanzado el 24 de noviembre de 2006. El juego fue desarrollado por SimBin Studios (más tarde Sector3 Studios), que anteriormente había producido simuladores de carreras aclamados por la crítica como GTR y GT Legends, y distribuido por Eidos en Europa y por Valve a través de su red Steam. El primer paquete de expansión, Caterham Expansion fue lanzado en junio de 2007 con nuevos autos y pistas.
El juego cuenta con casi todos los pilotos, equipos y pistas de la Temporada 2006 del Campeonato Mundial de Turismos.

## Recepción
GameSpot revisó el juego diciendo: "Simbin sigue su éxito en GTR 2 con otro gran simulador de carreras para PC, esta vez ambientado en la serie World Touring Car". Ellos también otorgaron al juego una puntuación de 8.8 (Genial).